# 法人等による寄附の不当な勧誘の防止等に関する法律
法人等による寄附の不当な勧誘の防止等に関する法律（ほうじんとうによるきふのふとうなかんゆうのぼうしとうにかんするほうりつ、令和4年12月16日法律第105号）は、「法人などによる不当な寄附の勧誘を禁止するとともに、当該勧誘を行う法人などに対する行政上の措置等を定めることにより、消費者契約法とあいまって、法人等からの寄附の勧誘を受ける者の保護を図ること」に関する日本の法律である。略称は法人寄附不当勧誘防止法。
2022年12月16日に公布され、罰則など一部規定を除き、2023年1月5日に施行された。
消費者庁消費者制度課が所管し、文化庁宗務課、法務省民事局民事第一課と連携して執行にあたる。

## 概要
本法は、旧統一教会問題を契機に立法された法律である。主な内容は次の通り。
寄付の勧誘に関する規制
- 寄付の勧誘の際、不当勧誘行為で寄付者を困惑させることの禁止
- 借り入れ等による資金調達の要求の禁止

寄付の意思表示の取消し
- 禁止行為に基づく寄付の意思表示をした場合の取消し
- 子や配偶者が生活費など将来受け取るべき分も返還請求することができる

## 構成
- 第1章 総則（第1条 - 第2条）
- 第2章 寄附の不当な勧誘の防止
  - 第1節 配慮義務（第3条）
  - 第2節 禁止行為（第4条・第5条）
  - 第3節 違反に対する措置等（第6条・第7条）
- 第3章 寄附の意思表示の取消し等（第8条 - 第10条）
- 第4章 法人等の不当な勧誘により寄附をした者等に対する支援（第11条）
- 第5章 雑則（第12条 - 第15条）
- 第6章 罰則（第16条 - 第18条）
- 附則

## 制定までの経緯
2022年（令和4年）7月8日、第90・96-98代内閣総理大臣安倍晋三が奈良県奈良市内で第26回参議院議員通常選挙に立候補した自民党参議院議員佐藤啓の応援演説中、元海上自衛官で世界平和統一家庭連合（旧統一教会）の信者2世の男に銃撃され死亡した。

本法は、この銃撃事件以降に表面化した旧統一教会をめぐる様々な問題が注目を集めたことが制定のきっかけとなった。
消費者庁が設置した有識者検討会が10月に公表した報告書を基に与野党協議を重ね、法案化した。法案の条文で「保護を図る」と謳われている元宗教2世信者から、その内容が不十分だと指摘されたり、法案の閣議決定後も日本維新の会をはじめとする野党連合の要望を踏まえて法案が修正された。
本法律は、2013年12月以来約9年ぶりとなる土曜日の参議院本会議開催という審議過程を経て、同年末に成立。翌年明けから施行された。

### 略歴
- 2022年12月8日 - 衆議院消費者問題に関する特別委員会において可決[23]
- 同日、衆議院本会議においても可決[23][24]、日本共産党とれいわ新選組が反対[23][24]
- 同月10日 - 参議院消費者問題に関する特別委員会において可決された[25]
- 同日 - 参議院本会議においても可決され成立[25][20]、日本共産党とれいわ新選組が反対（不起立）であった[2][20]
- 同月16日 - 公布[3][4][12][13]
- 2023年1月5日 - 一部規定を除き施行[3][12][13][5][6]